# Leo IV. (Byzanz)

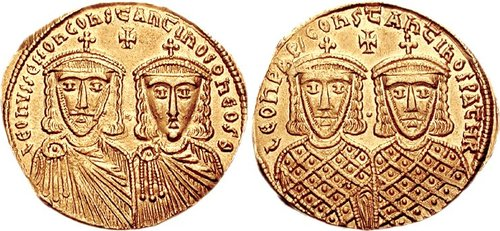
Leo IV. und Konstantin VI.

Leo IV. (* 25. Januar 750; † 8. September 780), aufgrund der Herkunft seiner Mutter oft genannt der Chasare (mittelgriechisch Λέων ὁ Χάζαρος Leon o Chazaros), war von 775 bis 780 byzantinischer Kaiser aus der syrischen Dynastie.
Leo trat 775 die Nachfolge seines Vaters Konstantin V. an, dessen Herrschaft innenpolitisch umstritten, außenpolitisch jedoch sehr erfolgreich war. 776 machte er seinen jungen Sohn Konstantin (der spätere Konstantin VI.) zum Mitkaiser und unterdrückte einen Aufstand, den seine fünf Halbbrüder, angeführt von den Caesaren Christophoros und Nikephoros, aus diesem Anlass losbrachen.
Wie sein Vater und sein Großvater Leo III. war auch Leo IV. im Kampf gegen die Araber (denen er 778 eine schwere Niederlage zufügte) und Bulgaren erfolgreich. Anders als diese beiden war er jedoch in religiösen Fragen ikonodul (bilderfreundlich) eingestellt (siehe Bilderstreit). Allerdings betont die neuere Forschung ohnehin, dass die bilderfreundlichen Quellen die Regierungszeit und die Religionspolitik Leos III. und Konstantins V. stark verzerrt schildern. Leo IV. setzte jedenfalls im Februar 780 wieder einen bilderfreundlichen Patriarchen von Konstantinopel ein.
Während seiner Regierung soll Leo stark unter dem Einfluss seiner Frau Irene gestanden haben. In der älteren Forschung wurde darauf auch seine moderate Religionspolitik zurückgeführt, was aber inzwischen skeptischer betrachtet wird. Als Leo jedenfalls im September 780 unerwartet starb, ließ er Irene als Regentin für ihren gemeinsamen Sohn und Leos Nachfolger Konstantin VI. zurück.